# آلفردو بوردونالی
آلفردو بوردونالی (انگلیسی: Alfredo Bordonali؛ زادهٔ ۴ دسامبر ۱۹۱۹) بازیکن فوتبال اهل ایتالیا است.
از باشگاه‌هایی که در آن بازی کرده‌است می‌توان به باشگاه فوتبال آ.اس. رم اشاره کرد.